# A・アダムス
A・アダムス（A. Adams & Co. ）はイギリスのロンドンチャリング・クロスロード24番地にかつて存在したカメラメーカーである。
木製高級一眼レフカメラ、マイネックスで有名である。

## 製品一覧
- ヴァイデックス（Videx 、1904年発売[2]）
- マイネックス（Minex 、1910年発売[3]） - アルミニウム合金ボディーを採用したが形態は従前の箱形一眼レフカメラと変わらず小型軽量化は進まなかった。
- アイデント[1]
- ヴェスタ - ロールフィルムを使用可能としたモデルもある[1]。
- ヴェート（Verto ） - 日本では「ベルト」と俗称された[1]。ロールフィルムを使用可能としたモデルもある[1]。。
- ヴァイド - フォーカルプレーンシャッター[1]。